# Schänibek (Westkasachstan)
Schänibek (kasachisch Жәнібек; russisch Жанибек/Schanibek, früher Джаныбек/Dschanybek) ist ein Dorf (Aul, russisch selo) in der Provinz Westkasachstan in Kasachstan. Es liegt etwa zwei Kilometer von der Grenze zu Russland entfernt und ist Verwaltungssitz des nach ihm benannten Rajons (Audan) Schänibek.

## Bevölkerung
Bei der Volkszählung 1999 wurde für Schänibek eine Einwohnerzahl von 7.580 Menschen angegeben. Bei der Volkszählung im Jahr 2009 hatte der Ort 7.460 Einwohner. Bei der letzten Volkszählung 2021 lebten 7.586 Menschen in Schänibek. Zum 1. Januar 2025 ergab die Fortschreibung der Bevölkerungszahlen eine Einwohnerzahl von 7375 Menschen.
| Einwohnerentwicklung               | Einwohnerentwicklung | Einwohnerentwicklung | Einwohnerentwicklung | Einwohnerentwicklung | Einwohnerentwicklung | Einwohnerentwicklung |
| 1959                               | 1970                 | 1979                 | 1989                 | 1999                 | 2009                 | 2021                 |
| ---------------------------------- | -------------------- | -------------------- | -------------------- | -------------------- | -------------------- | -------------------- |
| 4.692                              | 6.996                | 7.808                | 8.121                | 7.580                | 7.460                | 7.586                |
| Anmerkung: Volkszählungsergebnisse |                      |                      |                      |                      |                      |                      |

## Verkehr
Die Bahnstrecke Saratow – Astrachan der Russischen Eisenbahnen, die von der Priwolschskaja schelesnaja doroga (Wolga-Eisenbahn) betrieben wird und teilweise über kasachisches Gebiet führt, hat einen Bahnhof in Schänibek (Dschanybek, Streckenkilometer 1150 ab Moskau).

## Söhne und Töchter des Ortes
- Saghynbek Mutaschew (* 1966), ehemaliger Politiker